# الإمبراطورية البيزنطية تحت حكم السلالة الدوكاسية
حُكِمَت الإمبراطورية البيزنطية من قبل أباطرة من سلالة دوكاس في الفترة بين عامي 1059 و1081. كان هنالك ستة أباطرة وأباطرة مساعدين خلال هذه الفترة: مؤسس السلالة، الإمبراطور قسطنطين العاشر دوكاس (حكم من 1059-1067)، وشقيقه الكاتيبانو يوحنا دوكاس الذي أصبح لاحقًا قيصر، ورومانوس الرابع ديوجينيس (حكم 1068-1071)، وابن قسطنطين ميخائيل السابع دوكاس (حكم 1071-1078)، وابن ميخائيل وشريكه في الحكم الإمبراطوري قسطنطين دوكاس، وأخيرًا نقفور الثالث بوتانياتيس (حكم 7 يناير 1078-1 أبريل 1081)، الذي ادعى النسب من عائلة فوقاس.
تحت حكم الدوكاسيين، كانت بيزنطة تخوض معركة خاسرة ضد الأتراك السلاجقة، فاقدة معظم ممتلكاتها المتبقية في آسيا الصغرى بعد الهزيمة الكارثية في معركة ملاذكرد في عام 1071. تكبدت بيزنطة أيضًا خسائر كبيرة للأراضي في البلقان في مواجهة الصرب، كما فقدت موطئ قدمها الأخير في إيطاليا أمام النورمان.
على الرغم من أن الحروب الصليبية أعطت الإمبراطورية فترة راحة مؤقتة خلال القرن الثاني عشر، إلا أن الإمبراطورية لم تتعافى بشكل كامل أبدًا، ودخلت في النهاية في فترة تفتت وانهيار نهائي تحت ضغط العثمانيين في أواخر العصور الوسطى.
في عام 1077، تزوج ألكسيوس الأول كومنينوس، الذي كان جنرالًا آنذاك، من ايرنا دوكاينا، حفيدة أخت قسطنطين العاشر. جعله زواجه من دوكاينا أعلى مقامًا من شقيقة إسحاق، وكان الدعم المالي والسياسي للدوكاسيين هو الذي ساهم إلى حد كبير في نجاح الانقلاب غير الدموي الذي أوصله إلى العرش.

## قسطنطين العاشر
وفر الدوكاسيون في القرن الحادي عشر العديد من الجنرالات والحكام. يبدو أنهم جاءوا من بافلاغونيا، وكانوا أثرياء للغاية، ولديهم ملكيات واسعة النطاق في الأناضول. علاقة هذه المجموعة بالدوكاسيين في القرنين التاسع والعاشر غير واضحة. يؤكد الكاتبان ميخائيل سيلوس ونيكولاس كاليكليس وجود هذه العلاقة، لكن زوناراس شكك بها علنًا. قبل أن يصبح إمبراطورًا، تزوج قسطنطين العاشر من عائلة دالاسينوس القوية، واتخذ إيدوكيا مكرمبولتيسا، ابنة أخ البطريرك ميخائيل كيرولاريوس، زوجة ثانية له. كان هنالك المزيد من الزيجات السلالية مع عشائر الأرستقراطية العسكرية في الأناضول، بما في ذلك الباليولوغ والبيغوناتاي.
اكتسب قسطنطين دوكاس نفوذًا بعد زواجه، وكذلك كان الحال مع زوجته الثانية. في عام 1057، أيد قسطنطين الاستيلاء على عرش إسحاق الأول كومنينوس، وانحاز تدريجيًا إلى البيروقراطية القضائية ضد إصلاحات الإمبراطور الجديد. على الرغم من هذه المعارضة الضمنية، اختير قسطنطين كخليفة من قبل إسحاق أثناء مرضة في نوفمبر 1059، تحت تأثير ميخائيل سيلوس. تنازل إسحاق عن العرش، وفي 24 نوفمبر 1059، تُوِّج قسطنطين العاشر دوكاس إمبراطورًا.
عين الإمبراطور الجديد شقيقه يوحنا دوكاس كقيصر، وشرع في سياسة مواتية لمصالح الكنيسة وبيروقراطية المحكمة. قلّص قسطنطين العاشر التدريب والدعم المالي للقوات المسلحة إلى الحد الأدنى، ما أدى إلى إضعاف الدفاعات البيزنطية بسبب تسريح القوات المحلية الأرمنية المكونة من 50000 رجل في وقتٍ عصيب، بالتزامن مع تقدم السلجوقيين الأتراك وحلفائهم التركمان غربًا. ألغى قسطنطين العديد من إصلاحات إسحاق الأول الضرورية، وضخّم البيروقراطية العسكرية مع مسؤولين ذوي أجور كبيرة في المحكمة، كما حشد مجلس الشيوخ بمؤيديه.
تجدد الاهتمام بالاحتفاظ ببوليا في عهده، وعين ما لا يقل عن أربعة قواد لكتبانة إيطاليا: ميريارك، ومارولي، وسيريانوس، وموريكاس. عانى قسطنطين من غزوات ألب أرسلان في آسيا الصغرى في عام 1064، مما أدى إلى فقدان العاصمة الأرمنية، وأيضًا من غزوات أتراك الأوغوز في البلقان في عام 1065، وذلك أثناء وقوع بلغراد في أيدي الهنغاريين.
توفي قسطنطين، الذي وصل إلى السلطة وهو كبير السن بالفعل وليس في أتم صحته، في 22 مايو 1067. وكان آخر ما فعله هو المطالبة بأن يخلفه أبنائه وحدهم، مما أجبر زوجته إيدوكيا مكرمبولتيسا على أخذ تعهد بعدم الزواج مرة أخرى.

## ميخائيل السابع
بعد هزيمة رومانوس الرابع وأسره، بقي ميخائيل السابع في الخلفية، بينما اُخِذت المبادرة من قبل عمه يوحنا دوكاس ومعلمه ميخائيل سيلوس، اللذان تآمرا لمنع رومانوس من استعادة السلطة بعد إطلاق سراحه من الأسر. بعد إرسال إيدوكيا إلى دير، تُوِّج ميخائيل السابع مرة أخرى كإمبراطور أكبر في 24 أكتوبر عام 1071.
على الرغم من استمرار ميخائيل السابع في تلقي النصيحة من سيلوس ويوحنا دوكاس، إلا أنه أصبح يعتمد بشكل متزايد على وزير ماليته نيكيفوريتزيس. كانت اهتمامات الإمبراطور الرئيسية، التي شكلها سيلوس، في المساعي الأكاديمية، وسمح لنيكيفوريتزيس بزيادة كل من الضرائب والإنفاق على الرفاهيات دون تمويل كافٍ للجيش. كان غير كفء كإمبراطور، محاطًا بمسؤولي محاكم متملقين. اتجه الجيش نتيجة الأجور الهزيلة إلى تمرد عسكري، وفقد البيزنطيون باري، آخر ممتلكاتهم في البلقان، التي وقعت في يد جيش النورمان الخاص بروبرت جيسكارد في 1071. في الوقت نفسه، واجهوا انتفاضة خطيرة في البلقان، حيث نشبت محاولة لاستعادة الدولة البلغارية. على الرغم من أن هذه الانتفاضة قُمِعَت من قبل الجنرال نقفور براينيوس، لم تتمكن الإمبراطورية البيزنطية من استرداد خسائرها في آسيا الصغرى.
بعد معركة ملاذكرد، أرسلت الحكومة البيزنطية جيشًا جديدًا لاحتواء الأتراك السلاجقة تحت حكم إسحاق كومنينوس، شقيق الإمبراطور المستقبلي ألكسيوس الأول كومنينوس، لكن هذا الجيش هُزِم وأُسِر قائده عام 1073. تفاقمت المشكلة مع فرار المرتزقة الغربيين البيزنطيين، الذين أصبحوا هدفًا للحملة العسكرية التالية في المنطقة، بقيادة القيصر يوحنا دوكاس. انتهت هذه الحملة أيضًا بالفشل، كما أُسِر قائدها بالمثل من قبل قوات العدو. أجبر المرتزقة المنتصرون يوحنا دوكاس على الوقوف كمطالب بالعرش. هُزِم المرتزقة أخيرًا من قبل جيش جديد بقيادة ألكسيوس الأول كومنينوس، معززًا بالقوات السلجوقية التي أرسلها ملك شاه الأول، كما تمكن من أسر يوحنا دوكاس في عام 1074. 
تسببت هذه المصائب في استياء واسع النطاق، والذي تفاقم بسبب انخفاض قيمة العملة.

## نقفور الثالث
في عام 1078، تمرد اثنان من الجنرالات، نقفور براينيوس ونقفور بوتانياتيس، في آن واحد في البلقان والأناضول على الترتيب. وصل براينيوس إلى القسطنطينية أولًا.
هاجم نقفور بوتانياتيس نيقية أولًا، حيث أعلن نفسه إمبراطورًا. في مواجهة التهديد الذي شكله نقفور براينيوس، صُدِّقَ على انتخابه من قبل الطبقة الأرستقراطية ورجال الدين، في حين تخلى ميخائيل السابع عن العرش بعد كفاح صعب في 31 مارس 1078، وبعدها تقاعد في دير ستوديوس. 
في 24 مارس 1078، دخل نقفور الثالث بوتانياتيس القسطنطينية منتصرًا، وتُوِّج من قبل بطريرك القسطنطينية كوزماس الأول. بمساعدة الجنرال ألكسيوس كومنينوس، تمكن بوتانياتيس من هزيمة نقفور براينيوس وغيره من منافسيه في كالافري، ولكنه فشل في إخراج الأتراك الغزاة من آسيا الصغرى.
كانت هناك حاجة لألكسيوس من أجل مواجهة الغزو المتوقع للنورمان في جنوب إيطاليا بقيادة روبرت جيسكارد. اقترب فصيل دوكاسي في المحكمة من ألكسيوس وأقنعه بالانضمام إلى مؤامرة ضد نقفور الثالث. كان من شأن والدة ألكسيوس، آنا دالاسين، أن تلعب دورًا بارزًا في هذا الانقلاب لعام 1081، إلى جانب الإمبراطورة الحالية، ماريا باغراتيوني. لمساعدة المؤامرة، تبنت ماريا ألكسيوس كابن لها، على الرغم من أنها كانت أكبر منه بخمس سنوات فقط. أصبح ألكسيوس وقسطنطين، ابن ماريا، أخوة بالتبني، وأقسم كل من إسحاق وألكسيوس على حماية حقوقه كإمبراطور.
غادر إسحاق وألكسيوس القسطنطينية في منتصف شهر فبراير من عام 1081 لتشكيل جيش ضد بوتانياتيس. بعد رشوة القوات الغربية التي تحرس المدينة، دخل إسحاق وألكسيوس كومنينوس العاصمة منتصرين في 1 أبريل 1081. تُوِّج ألكسيوس إمبراطورًا، وأسس سلالة كومنينوس.

## مزيد من الإطلاع
- Cheynet, Jean-Claude (1996), Pouvoir et Contestations à Byzance (963–1210) (بالفرنسية), Paris, France: Publications de la Sorbonne, ISBN:978-2-85944-168-5, Archived from the original on 2016-07-29 صيانة CS1: لغة غير مدعومة (link)